# Пронюк, Евгений Васильевич
Евге́ний Васи́льевич Проню́к (укр. Євген Васильович Пронюк; 26 сентября 1936 года, с. Хомяковка, Станиславское воеводство, Польская Республика — 21 августа 2023 года, Киев) — председатель Всеукраинского общества политических узников и репрессированных, Герой Украины (2006).

## Биография
Родился в семье кузнеца 26 сентября 1936 года в селе Хомяковка Станиславского воеводства Польской Республики (ныне Ивано-Франковский район Ивано-Франковской области). Украинец.
В 1947 году вместе с семьёй — матерью, бабушкой и братом Станиславом — был депортирован в Караганду (Казахстан) на спецпоселение. Там скоро от непосильной работы грузчицей на железной дороге умерла мать. Дети оказались в детском доме (сначала в г. Саранске, позднее — в г. Каркаралинск).
В связи с приближением 16-летия, во избежание учёта в спецкомендатуре, Пронюк добрался в 1952 году до Киева, где устроился рабочим на завод им. Письменного. Работал токарем, электросварщиком, контролером ОТК, одновременно учился в вечерней школе. Уволился с завода в 1960 году.

### Образование
- Окончил Киевский университет им. Т. Шевченко, историко-философский факультет (1957—1962).
- Кандидатская диссертация «Остап Терлецкий в идейной борьбе в Галичине 70-х годов XIX столетия» (Институт философии им. Г. Сковороды НАНУ, 2007).

### Деятельность
- 1962−1967 — научный сотрудник, 1967−1972 — библиограф, Институт философии АН Украины.
- С начала 1960-х годов — участник движения за права человека:
  - 1964 — написал статью «Состояние и задачи Украинского освободительного движения», распространяемую самиздатом.
  - 1972−1984 — политический узник, отбывал срок в колониях строгого режима «Пермь-35», «Пермь-36» и «Пермь-37» (реабилитирован в 1994).
- 1984−1989 — библиограф, Госавтотранспроект.
- 1989−1990 — заведующий орготдела, член правления, Товарищество украинского языка им. Т. Шевченко.
- С 1988 — член Украинского Хельсинкского Союза (в 1988−1990 — член исполкома).
- С 04.1990 — член Украинской Республиканской партии.
- С 06.1989 — председатель, Всеукраинское товарищество политических узников и репрессированных.
- С 03.1990 — депутат Киевского городского совета.
- 1992 — председатель Демблока Верховной Рады.
- 06.1990−04.1992 — член президиума городского совета, сопредседатель депутатской комиссии по вопросам войсковой службы и защиты военнослужащих.

В 1994 году был избран народным депутатом Украины от Тысменицкого избирательного округа Ивано-Франковской области. Работал в Комитете Верховной Рады Украины по вопросам прав человека, национальных меньшинств и межнациональных отношений.

### Семья
- Отец — Василий Павлович (1909—1978).
- Мать — Анастасия Фёдоровна (1912—1948).

## Награды и звания
- Герой Украины (с вручением ордена Державы, 25.09.2006 — за гражданское мужество и самоотверженность в отстаивании идеалов свободы и демократии, плодотворную общественно-политическую деятельность на благо Украины).
- Был награждён орденами «За заслуги» ІІІ (11.1996)[1], II (08.2001) и I (11.2005) степеней и орденом «Свободы» (20 января 2010); орденом Венгрии «Крест за заслуги» (1996); медалью «За самоотверженную работу во имя добра всего украинского народа и жертвенный вклад в освобождение Украины и поддержку свободы всего народа мира» Союза Освобождения Украины (1977).